# Bourvil

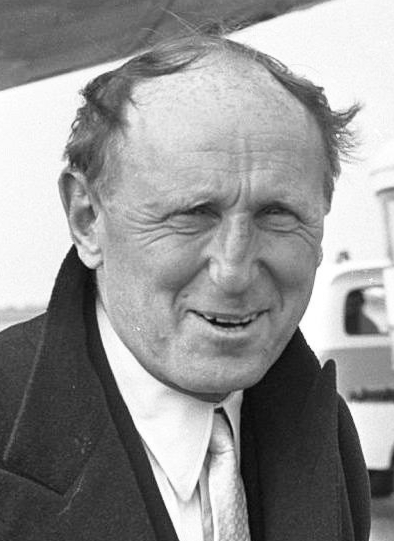
Ron Kroon: Bourvil (1967)

Bourvil, im seriösen Fach auch André Bourvil, eigentlich André Robert Raimbourg (* 27. Juli 1917 in Prétot-Vicquemare, Seine-Inférieure; † 23. September 1970 in Paris), war ein französischer Schauspieler und Chansonnier.

## Leben

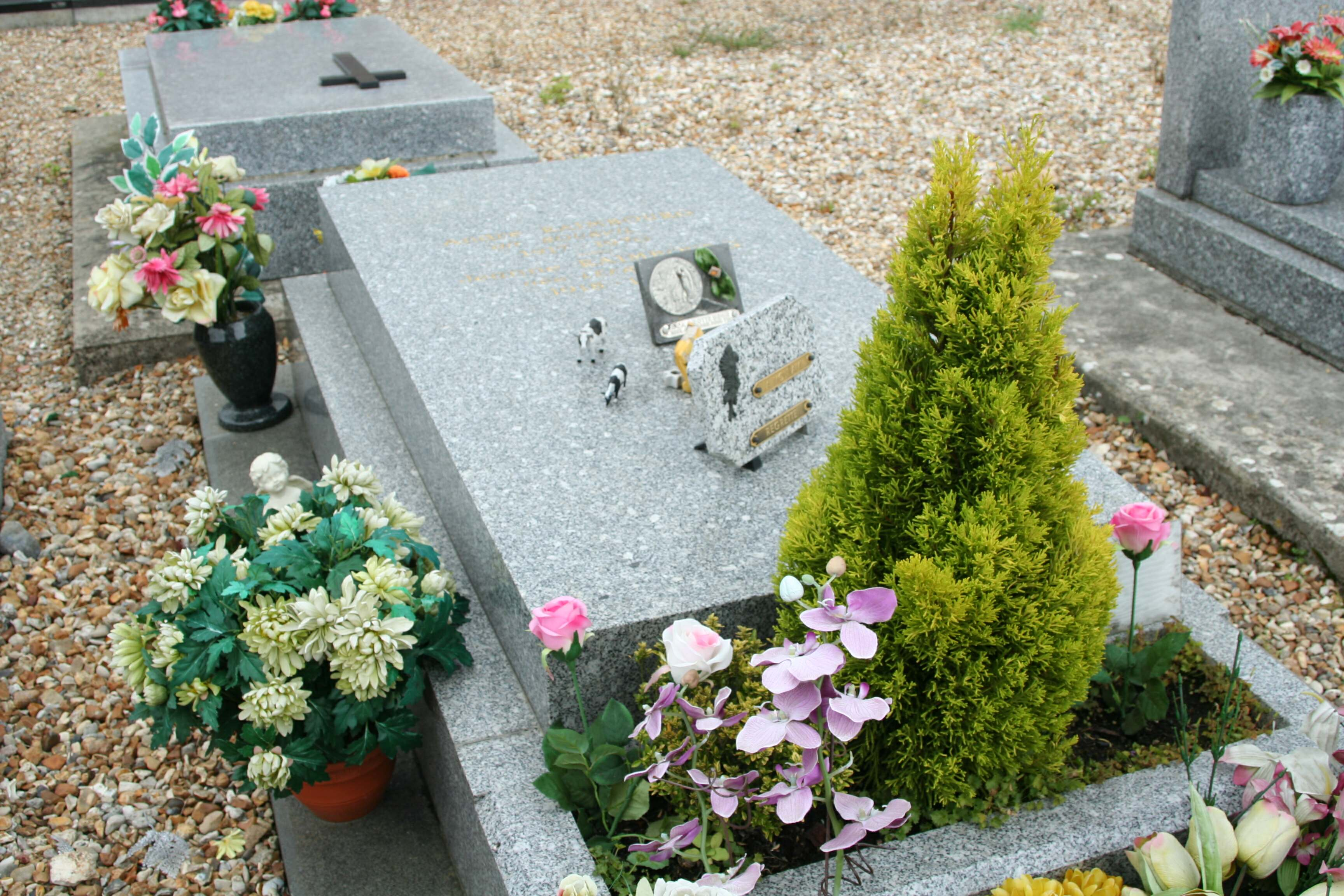
Bourvils Grab in Montainville

André Bourvil stammte aus einer normannischen Bauernfamilie. Als Jugendlicher bewunderte er Fernandel und wollte wie er Künstler werden. 1937 zum Wehrdienst eingezogen, war er bis zur Kapitulation Frankreichs 1940 als Kornettist im 24. Infanterieregiment eingesetzt. Danach begann er als Groteskenkomiker und musikalischer Clown auf der Kabarettbühne und im Radio. Später wurde er für den Film entdeckt. Neben komischen Rollen spielte er auch klassische Charakterrollen, häufig war er in Filmen des befreundeten Regisseurs Alex Joffé zu sehen. Seine Paraderolle war jedoch der freundlich-naive Gegenpart zu Louis de Funès’ cholerischen Figuren in dessen Filmen.
Um Verwechslungen mit seinem Cousin und Schauspielkollegen Lucien Raimbourg zu vermeiden, legte er sich den Künstlernamen Bourvil zu, in Anlehnung an den Ort seiner Kindheit und Geburtsort seiner Mutter, Bourville im Département Seine-Maritime in der Normandie.
Bourvil starb am 23. September 1970 im Alter von 53 Jahren an der Kahler-Krankheit. Er wurde auf dem Friedhof von Montainville im französischen Département Yvelines begraben.

## Filmografie
- 1941: Croisières sidérales
- 1945: Entfesselte Leidenschaften (La ferme du pendu)
- 1946: Pas si bête
- 1947: Le studio en folie
- 1947: Par la fenêtre
- 1948: Blanc comme neige
- 1948: Ein Herz aus Gold (Le cœur sur la main)
- 1949: Le roi Pandore
- 1950: Miquette et sa mère
- 1950: Monsieur Tugendsam (Le rosier de Madame Husson)
- 1950: Der sensationelle Einbrecher (Garou-Garou, le passe muraille)
- 1951: Seul dans Paris
- 1952: Le trou normand
- 1952: Cent francs par seconde
- 1953: Die Abenteuer der drei Musketiere (Les trois mousquetaires)
- 1953: Versailles – Könige und Frauen (Si Versailles m'était conté)
- 1954: Der Sonntagsangler (Poisson d'avril)
- 1954: Der tolle Musketier (Cadet Rousselle)
- 1954: Le fil à la patte
- 1955: Les hussards
- 1956: Zwei Mann, ein Schwein und die Nacht von Paris (La traversée de Paris)
- 1956: Der Sänger von Mexico (Le chanteur de Mexico)
- 1957: Die Elenden (Les misérables)
- 1958: Der Tag und die Nacht (Le miroir à deux faces)
- 1958: Texasmädel (Sérénade au Texas)
- 1958: Leben und lieben lassen (Un drôle de dimanche)
- 1959: Die Schüler (Le chemin des écoliers)
- 1959: Ritter der Nacht (Le bossu)
- 1959: Die grüne Stute (La jument verte)
- 1960: Mein Schwert für den König (Le capitan)
- 1960: Fortunat
- 1961: Alles Gold dieser Welt (Tout l’or du monde)
- 1961: Freuden der Großstadt (Le tracassin ou Les plaisirs de la ville)
- 1962: Les culottes rouges
- 1962: Mordfall Dupré (Les bonnes causes)
- 1962: Der längste Tag (The Longest Day)
- 1963: La magot de Josefa
- 1963: Den Seinen gibt’s der Herr … (Un drôle de paroissien)
- 1963: Alles in Butter (La cuisine au beurre)
- 1964: Angst in der Stadt (La grande frousse)
- 1964: Sie werden lästig, mein Herr (Le Majordome)
- 1965: Spione unter sich (Guerre secrète)
- 1965: Die große Kiste (La grosse caisse)
- 1965: Scharfe Sachen für Monsieur (Le corniaud)
- 1965: Die großen Schnauzen (Les grandes gueules)
- 1966: Drei Bruchpiloten in Paris (La grande vadrouille)
- 1966: Trois enfants dans le désordre
- 1967: Junger Mann mit Zukunft (Les Arnaud)
- 1968: Schußfahrt nach San Remo (Les cracks)
- 1968: Die große Aktion (La grande lessive)
- 1969: Pascal (L'arbre de Noël)
- 1969: Monte Carlo Rallye (Monte Carlo or Bust!/Gonfles à bloc)
- 1969: L'étalon
- 1969: Das Superhirn (Le cerveau)
- 1970: Vier im roten Kreis (Le cercle rouge)
- 1970: Leo, der Kriegsheld (Le mur de l'Atlantique)
- 1971: Clodo

### Synchronsprecher
Für das deutschsprachige Publikum wurde Bourvil oftmals von Arnold Marquis synchronisiert, der mit seinem kräftigen, rauchigen Timbre u. a. auch die deutsche Stimme von John Wayne, Trevor Howard und Bud Spencer war.
Eine Übersicht der deutschen Bourvil-Synchronsprecher und -Filme enthält die Deutsche Synchronkartei.

## Chansons
Bourvil war neben seiner Karriere als Schauspieler auch ein erfolgreicher Sänger mit öffentlichen Auftritten im Varieté und in Operetten. Er sang über 300 verschiedene Titel, zu einigen davon hat er die Texte geschrieben. Zwischen 1955 und dem Ende der 1970er Jahre kamen jährlich mehrere Schallplatten von Bourvil heraus. Bekannte Chansons, die auch heute noch in zahlreichen Best-of Sammlungen veröffentlicht werden, sind zum Beispiel Ballade Irlandaise, La Tendresse, A Bicyclette oder La Tactique du Gendarme.